# Fort-Louis

Fort-Louis este o comună în departamentul Bas-Rhin, Franța. În 1 ianuarie 2022 avea o populație de 282 de locuitori.